# L'Étau (film, 2007)
Pour les articles homonymes, voir L'Étau.
Pour plus de détails, voir Fiche technique et Distribution.
L'Étau (Тиски) est un film russe réalisé par Valeriy Todorovski, sorti en 2007,.

## Fiche technique
- Photographie : Roman Vassianov
- Musique : Vladimir Eglitis
- Décors : Vladimir Goudiline
- Montage : Alla Strelnikova